# Cmentarz żydowski w Słomnikach
Cmentarz żydowski w Słomnikach – kirkut został założony w 1898, przy obecnej ulicy Niecałej. Wskutek dewastacji nie zachowały się na nim oryginalne macewy.
W 1998, dzięki współpracy Związku Żydów Słomniczan w Izraelu, Fundacji Rodziny Nissenbaumów oraz Urzędu Miejskiego w Słomnikach, nekropolia została uporządkowana i ogrodzona. W centralnej części kirkutu postawiono cztery pomniki w kształcie wydłużonych macew, upamiętniające ofiary Szoah. Umieszczono na nim nazwiska 230 rodzin żydowskich, które mieszkały w mieście przed II wojną światową.